# Jean Janssen
Jean (Johannes Gerardus) Janssen (Oud-Geleen, 24 maart 1926 – Geleen, 17 maart 1997) was een voormalig Nederlands voetbaltrainer.
Janssen verdedigde als keeper twaalf jaar lang het doel van het eerste elftal van Quick '08. In 1954 zette hij een punt achter zijn spelersloopbaan. Hierna was hij trainer bij een achttal Limburgse amateurclubs: Havantia, Urmondia, Sanderbout, SVM, RFC, PSV '35, Swalmen en Geleen. In 1963 werd Janssen met De Valk landelijk kampioen bij de zondagamateurs.
In 1964 maakte Janssen de overstap naar het profvoetbal. Hij werd trainer bij zowel eredivisionist Fortuna '54 als tweededivisionist Limburgia. Bij Fortuna vormde hij een duo met Wim Latten; Janssen verzorgde de dagtrainingen, Latten was er verantwoordelijk voor de avondtrainingen. Deze dubbelfunctie bleek moeilijk te combineren en na een jaar legde hij zijn taken bij de Geleense club alweer neer om zich geheel te wijden aan het oefenmeesterschap bij Limburgia.
Vervolgens maakte hij de overstap naar FC VVV waarmee hij in 1967 promotie naar de Eerste divisie wist te bewerkstelligen. Het daaropvolgende seizoen verliep minder succesvol. Ondanks het aanstellen van Bram Appel als technisch adviseur degradeerde de Venlose club in 1968 weer naar de Tweede divisie en zijn contract werd niet verlengd. Janssen keerde hierna terug als trainer naar het amateurvoetbal, waar hij onder meer nog Wilhelmina '08, SV Panningen, Heerlen Sport, Lanaken VV, Waubach, Scharn, Sittard en zijn oude liefde Quick '08 onder zijn hoede had. Daar sloot hij in 1982 zijn loopbaan af om gezondheidsredenen.
Jean Janssen stond bekend als een levensgenieter. Naast zijn werkzaamheden in de voetballerij was hij uitbater van een café en actief in de Geleense carnavalswereld waaraan hij zijn bijnaam Opperflaaris te danken had.